# Francesc Xavier de Saxònia
Francesc Xavier de Saxònia (Dresden, 25 d'agost de 1730 - Meissen, 21 de juny de 1806) va ser un príncep alemany de la casa de Wettin. Va ser el setè fill, però quart supervivent, a més del segon home del príncep elector i rei Frederic August II de Saxònia i de la seva esposa, l'arxiduquessa Maria Josepa d'Àustria.

## Primers anys
Francesc Xavier va néixer a Dresden, el 25 d'agost de 1730, fill de l'elector i rei polonès August II i de la seva esposa, l'arxiduquessa Maria Josepa d'Àustria, per tant va ser net de l'emperador Josep I. Atès que els seus germans primogènits ja havien mort, ell era el segon en la línia de successió al tron després del seu germà major supervivent, qui més tard es va convertir en l'elector Frederic Cristià I de Saxònia, fins que va néixer el seu fill major el 1750.

## Carrera Militar
Durant la Guerra dels Set Anys, el Príncep Xavier va ser el comandant en cap del treball de recol·lecció. A més, va ser nomenat el 30 de setembre de 1758 pel rei francès Lluís XV, tinent general. Fins llavors, el príncep no tenia cap experiència militar especial. Des de 1733, quan tenia tres anys, i fins a la seva mort, va ser cap del regiment d'infanteria saxó que va portar el seu nom "Príncep Xavier", anteriorment Regiment de Granaders "Saxònia-Weimar". No obstant això, com era costum en aquest moment, estava dirigit per un coronel designat com a comandant.
Aproximadament la meitat dels fins a 19.000 saxons que es van veure obligats a ingressar en els serveis prussians després de la seva captura durant el setge de Pirna el 1756 es van unir al regiment. A partir de la primavera de 1757, molts d'ells van fugir a l'Hongria Real (ara Eslovàquia) com els anomenats revertents (retornats) per a reprendre la lluita contra Prússia. Malgrat una força nominal de 10,000 homes, el cos mai va superar els 8,000. Des de la primavera de 1758 va estar a sou francès i va lluitar a Alemanya Occidental. Al juliol de 1759, mentre era ascendit a tinent general, Federico Christopher de Solms-Wildenfels va assumir el comandament militar dels saxons lliures. El príncep Xavier va romandre formalment com a cap del cos. A partir de 1760 va ser el subordinat del mariscal Broglie que va repetir més quotes franceses. Com solia passar els mesos d'hivern amb regularitat a la cort de Versalles, al príncep Xavier el va entristir no poder participar en la batalla de Langensalza (1761) al febrer de 1761.

## Regent de Saxònia
Al desembre de 1763 va assumir, després de la mort del seu germà major, l'elector Frederic Cristià, que havia governat durant només 74 dies, la regència i custòdia del seu nebot Frederic August I de Saxònia, el qual només tenia 13 anys. El seu corregent va ser la seva cunyada Maria Antònia de Baviera, vídua de l'elector i mare del futur governant. Junts van continuar les reformes il·lustrades i racionalistes de Frederic Cristià, que van passar a la història com un rétablissement de l'Electorat de Saxònia. La reforma de l'exèrcit introduïda per Francesc Xavier sobre el model de Prússia va trobar un fort rebuig dels estaments, especialment a causa dels alts costos. El 1764 va fundar l'Acadèmia Freiberg.
Durant la regència, va intentar introduir un pla de reforma de l'exèrcit basat en el model prussià de Frederic el Gran. Això el va ficar en conflicte amb els estats de l'electorat, que violentament es van negar a posar en pràctica la seva proposta, a causa de l'alt cost associat amb el seu pla de reorganització.
A l'octubre de 1765, Francesc Xavier va renunciar a la corona polonesa en nom del príncep electoral, recordant la unificació prussià-russa que s'havia practicat des de 1764, que també existia en la qüestió de la successió al tron polonès. En fer-ho, contràriament a l'oposició de la vídua de l'elector, finalment va seguir els fets que s'havien creat un mes abans amb l'elecció del nou rei Estanislau August Poniatowski. El regnat del príncep electoral menor va acabar quan va complir 18 anys, al desembre de 1768 (segons el reglament de la Butlla d'Or de 1356). Com a resultat, el príncep elector Frederic August va ser proclamat oficialment un adult, i Francesc va acabar les seves funcions com a Corregent.

## Últims anys i mort
A l'any següent, Francesc Xavier es va mudar amb la seva família a França, a la llar de la seva germana menor, la Delfina Maria Josepa, que havia mort dos anys abans. Va viure a França durant gairebé vint anys, amb el títol de Comte de Lusàcia.
El 1774, el seu nebot Lluís XVI va pujar al tron del país. Francesc i la seva família van decidir fugir del país a causa de la Revolució Francesa i es van traslladar a Roma. Després de la mort de la seva esposa el 1792, va romandre aquí durant alguns anys. Finalment va tornar a Saxònia i es va instal·lar al palau de Zabeltitz, vivint en reclusió, i morint allí.

## Matrimoni i descendència
El 9 de març de 1765, a Dresden, Francesc es va casar en secret morganàticament amb la italiana i dama de companyia de la seva cunyada, la comtessa Maria Chiara Spinucci. Spinucci va ser nomenada comtessa de Lusàcia el 1767, encara que la unió es va mantenir en secret fins al 1777, quan es va anunciar oficialment i va ser legitimada.
Durant el seu matrimoni, van tenir deu fills, coneguts com a comtes i comtesses de Lusàcia, encara que només van sobreviure 6 a l'edat adulta:
- Lluis Rupert Josep Xavier (27 de març de 1766 a Dresden - 22 d'agost de 1782 a Pont-sud-Seine), va morir en un duel.

- Clara Maria Augusta Beatriu (27 de març - 18 de novembre de 1766 a Dresden), bessona de Lluis, va morir amb gairebé 8 mesos.

- Josep Xavier Carles Rafel Felip Benno (23 d'agost de 1767 - 25 de juny de 1802 a Teplitz), nomenat Cavaller de Saxònia.

- Isabel Úrsula Anna Cordula Xaviera (22 d'octubre de 1768 a Dresden - 22 de maig de 1844 a Dresden), Mademoiselle de Saxònia, casada el 1787 amb Enric de Preissac, comte de Esclignac i de Fimarcon Lomagne, gran d'Espanya (1763-1837).

- Maria Anna Violant Catalina Marta Xaviera (20 d'octubre de 1770 a Siena - 24 de desembre de 1845 a Roma), casada el 1793 amb Paluzzo Altieri, Príncep d'Oriol.

- Beatriu Maria Francesca Birgitte (1 de febrer de 1772 a Chaumot - 6 de febrer de 1806 a Dresden), casada el 1794 amb Rafel Riario Sforza, Marquès de Corleto.

- Cunegunda Anna Helena Maria Josepa (18 de març de 1774 a Chaumot - 18 d'octubre de 1828 a Roma), casada el 1795 amb el marquès Giovanni Patrizi Naro Montoro.

- Maria Cristina Sabina (30 de desembre de 1775 a Pont-sud-Seine - 24 d'agost de 1837), casada el 1796 amb Camilo Maximiliano Massimo, Príncep d'Arsoli. Va ser mare del cardenal Francesco Saverio Massimo.

- Fill nascut mort (1777);

- Cecilia Maria Adelaida Agustina (17 de desembre de 1779 a Pont-sud-Seine - 24 de juny de 1781 a Pont-sud-Seine), va morir en la infància.